# Abubaker Kaki
Abubaker Kaki (Sudán, 21 de junio de 1989-12 de abril de 2025) fue un atleta sudanés, especialista en la prueba de 800 m, con la que llegó a ser subcampeón mundial en 2011.

## Carrera deportiva
En el Mundial de Daegu 2011 gana la medalla de plata en la carrera de 800 metros, con un tiempo de 1:44.41, quedando tras el keniano David Rudisha y por delante del ruso Yuriy Borzakovskiy.

## Muerte
Kaki murió el 12 de abril de 2025 en El Fasher como resultado de una lluvia de balas por parte de las Fuerzas de Apoyo Rápido durante la batalla de El Fasher, en la guerra civil sudanesa: (2023 al presente).